# Špela Bertoncelj
Špela Bertoncelj (1983) è un'ex sciatrice alpina slovena.

## Biografia
Attiva in gare FIS dal dicembre del 1998, la Bertoncelj in Coppa Europa esordì l'8 gennaio 2000 a Rogla in slalom gigante (25ª), ottenne il miglior piazzamento il 12 gennaio successivo a Sankt Sebastian nella medesima specialità (20ª) e prese per l'ultima volta il via il 22 dicembre 2002 a Zwiesel ancora in slalom gigante (34ª). Si ritirò durante la stagione 2006-2007 e la sua ultima gara fu uno slalom speciale universitario disputato il 10 febbraio a Taos e chiuso dalla Bertoncelj al 18º posto; in carriera non debuttò in Coppa del Mondo né prese parte a rassegne olimpiche o iridate.

## Palmarès

### Coppa Europa
- Miglior piazzamento in classifica generale: 127ª nel 2000

### Campionati sloveni
- 1 medaglia:
  - 1 bronzo (discesa libera nel 2003)